# Pseudowintera
Pseudowintera is een geslacht uit de familie Winteraceae. De soorten zijn houtige, groenblijvende bomen en struiken die endemisch zijn in Nieuw-Zeeland. De soorten groeien in laagland- en lagere montane bossen. 

## Soorten
- Pseudowintera axillaris (J.R.Forst. & G.Forst.) Dandy
- Pseudowintera colorata (Raoul) Dandy
- Pseudowintera insperata Heenan & de Lange
- Pseudowintera traversii (Buchanan) Dandy

... · 
Drimys · 
Pseudowintera · 
Takhtajania · 
Tasmannia · 
Zygogynum · 
...